# Rabobank Groep
De Rabobank Groep is een Nederlandse financiële dienstverlener, gevestigd te Utrecht. De Rabobank Groep is de aanduiding voor de Rabobank en haar dochterondernemingen als geheel. Eind negentiende eeuw is de bank begonnen als een verzameling van kleine boerenleenbanken. Rabobank is in 1972 ontstaan uit een fusie tussen de Coöperatieve Centrale Raiffeisen-Bank en de Coöperatieve Centrale Boerenleenbank. In 2016 is de structuur van de Rabobank gewijzigd. De 106 lokale Rabobanken en Rabobank Nederland zijn gefuseerd tot één bank, de Coöperatieve Rabobank U.A. De coöperatieve structuur en de lokale verbondenheid zijn belangrijke kenmerken gebleven.

## Profiel en onderdelen
De Rabobank Groep is een financiële dienstverlener op coöperatieve grondslag met een zeer breed aanbod van financiële diensten en producten. Zij vindt haar oorsprong in de lokale kredietcoöperaties die ruim honderd jaar geleden in Nederland werden opgericht door ondernemende mensen die nagenoeg geen toegang hadden tot de kapitaalmarkt. De lokale Rabobanken die hieruit zijn voortgekomen, hebben een lange traditie in de agrarische sector en het midden- en kleinbedrijf.
De Rabobank Groep bestaat, naast de Rabobank, onder meer uit de volgende 100% dochterondernemingen:
- Obvion N.V.
- DLL
- BPD (Bouwfonds Property Development)
- Vista Hypotheken

## Naamgeving
De groep is ontstaan in 1972 door een fusie tussen de Coöperatieve Centrale Raiffeisen-Bank en Coöperatieve Centrale Boerenleenbank in de Coöperatieve Centrale Raiffeisen-Boerenleenbank. De nieuwe bank gebruikte de naam Rabobank als handelsnaam, omdat ze Raiffeisen-Boerenleenbank te lang en te moeilijk om te onthouden vonden. De naam komt van Raiffeisenbank-Boerenleenbank. Sinds 1980 wordt de bank alleen nog maar aangeduid als Rabobank.

## Geschiedenis
Friedrich Wilhelm Raiffeisen richtte in 1864 in Duitsland de allereerste boerenleenbank op. Het Duitse voorbeeld vond vanaf het eind van de jaren negentig van de negentiende eeuw in Nederland op veel plaatsen navolging. Een van de eersten die het initiatief van Raiffeisen navolgde, was pater Gerlacus van den Elsen. Hij stond aan de basis van een aantal lokale boerenleenbanken in het zuiden van Nederland. Zijn doelstellingen waren verheven, maar realistisch. In zijn eigen woorden: 'Den woeker te weren, den landman in zijn nood bij te staan, maar ook de spaarzaamheid, naastenliefde, arbeidzaamheid en matigheid bevorderen'.
De twee belangrijkste vestigingen van Rabobank Nederland zijn nog altijd gesitueerd in Utrecht en Eindhoven. Dat herinnert aan het bestaan van twee centrale coöperatieve banken, die beide in 1898 werden opgericht en driekwart eeuw naast elkaar hebben bestaan. De coöperatieve banken in het noorden van Nederland werkten samen in de Coöperatieve Centrale Raiffeisen-Bank in Utrecht. De coöperatieve banken in het zuiden richtten in Eindhoven de Coöperatieve Centrale Boerenleenbank op.
Juridische meningsverschillen, maar ook persoonlijke tegenstellingen, speelden in 1898 een grote rol bij de tweedeling in het coöperatieve bankwezen. Hoewel hun structuren sterk op elkaar leken, volgden de twee koepelorganisaties gescheiden wegen. De Eindhovense organisatie had in de praktijk een katholieke signatuur. De Utrechtse organisatie was formeel neutraal, maar feitelijk protestants-christelijk. Een ander verschil was dat men in Eindhoven een strakker, meer centralistisch beheer voerde dan in Utrecht, waar men meer de neiging had de lokale autonomie te benadrukken.
De eerste vormen van samenwerking tussen de twee coöperatieve organisaties ontstonden in de jaren veertig.
Drie ontwikkelingen zorgden ervoor dat deze toenadering in 1972 resulteerde in een fusie:
- de groei van het aantal kantoren, waardoor de concurrentie op lokaal niveau toenam
- de vervaging van de confessionele scheidslijnen in Nederland, zodat ook de levensbeschouwelijke verschillen tussen Utrecht en Eindhoven aan betekenis verloren
- de brede fusiebeweging in Nederland, waardoor het bedrijfsleven een grotere behoefte aan kapitaal kreeg, wat de concentratie in het bankwezen bevorderde.

In 1972 gingen de Coöperatieve Centrale Raiffeisen-Bank en de Coöperatieve Centrale Boerenleenbank samen op in de Coöperatieve Centrale Raiffeisen-Boerenleenbank. Haar roepnaam werd Rabobank, gebaseerd op de eerste twee letters van de namen van beide organisaties. Het neutrale Amsterdam werd de statutaire vestigingsplaats. De nieuwe centrale bank wordt vanaf 1980 aangeduid als Rabobank Nederland.

## Chronologische geschiedenis van de Rabobank Groep
- 1965 - De Coöperatieve Centrale Boerenleenbank neemt het Amsterdamse effectenkantoor Schretlen & Co over.
- 1969 - De Landbouwkredietverzekering 'Eindhoven', een dochter van de Eindhovense Centrale, en verzekeraar Interpolis richten de financieringsmaatschappij De Lage Landen op
- 1972 - Fusie van de Coöperatieve Centrale Raiffeisen-Bank en de Coöperatieve Centrale Boerenleenbank
- 1978 - Projectontwikkelaar Rabo Vastgoed wordt opgericht
- 1990 - De Rabobank en verzekeraar Interpolis besluiten te fuseren
- 1990 - De Rabobank gaat een strategische alliantie aan met de Robeco Groep, Nederlands grootste vermogensbeheerder
- 1996 - Het Centrale Bankbedrijf, onderdeel van Rabobank Nederland, gaat verder onder de naam Rabobank International en richt zich specifiek op grotere Nederlandse ondernemingen en op de internationale food & agribusiness
- 1997 - De Rabobank verwerft de helft van de aandelen van de Robeco Groep, met daaraan gekoppeld het recht haar belang op termijn uit te breiden tot honderd procent
- 2001 - Robeco wordt 100% dochter van de Rabobank Groep
- 2002 - Obvion, een joint venture van Rabobank Groep en ABP met als doel hypotheken via tussenpersonen verkopen, gaat van start
- 2003 - De Rabobank neemt internetbroker Alex over
- 2003 - FGH Bank, gespecialiseerd in commercieel vastgoedfinanciering, wordt overgenomen
- 2003 - Rembrandt Fusies & Overnames wordt onderdeel van de Rabobank Groep
- 2004 - Rabobank tekent samenwerkingsovereenkomst met Eureko/Achmea
- 2005 - Interpolis fuseert met Eureko
- 2006 - De Rabobank neemt een deel van het Bouwfonds over
- 2007 - De Rabobank verkoopt de Alex Beleggersbank aan BinckBank
- 2008 - De Rabobank gaat een joint venture aan met het bankenimperium van Rothschild op het gebied van voedsel en landbouw. Rabobank Nederland krijgt 7,5% in handen van Rothschild Continuation Holdings AG[2][3]
- 2012 - De Rabobank neemt de Friesland Bank over[4]
- 2013 - Op 1 juli 2013 verkoopt Rabobank 90% van de aandelen in Robeco Groep voor € 1,94 miljard aan de Japanse financiële dienstverlener Orix Corporation. Orix neemt niet de bankactiviteiten van Robeco over, deze worden op 23 juni overgedragen aan de Rabobank. De overige 10% van de aandelen in Robeco bleven tot oktober 2016 nog in handen van de Rabobank.[5]
- 2016 - De 106 lokale Rabobank en Rabobank Nederland fuseren tot de Coöperatieve Rabobank U.A.
- 2018 - Vista, een regiepartij hypotheek aanbieder, gaat van start

## In de media
De Rabobank profileert zich als een bank die zich anders gedraagt dan andere banken. In reclamespotjes wordt daarom veel aandacht geschonken aan het feit dat het een coöperatieve bank is.
In de jaren '00 trachtte de Rabobank de beeldvorming van een moderne bank neer te zetten door middel van reclamespots met de jonge (fictieve) bankier Jochem de Bruin. In 2006 kondigde Jochem de Bruin zijn vertrek aan, zijn opvolger was Fatima Moreira de Melo. De campagnelijn 'Een bank met ideeën' die in 2010 werd geïntroduceerd, staat volledig in het teken van de coöperatieve opvattingen van de Rabobank en het bijzondere rendement dat hieruit voortvloeit voor klanten.
De Rabobank stopte in 2012 met sponsoring van de Rabobank wielerploeg en in 2016 met steun aan de Koninklijke Nederlandsche Wielren Unie en de Koninklijke Nederlandse Hippische Sportfederatie. Ze is in 2017 nog sponsor van onder meer de Nederlandse hockey hoofdklasse en het Van Gogh Museum.
Medio 2013, direct na de verkoop van het belang in Robeco aan Orix Corporation, kwam Rabobank negatief in het nieuws. Zo’n 53 topwerknemers van Robeco ontvingen een retentiebonus van in totaal € 33 miljoen als zij zouden aanblijven tot de formele verkoop van Robeco aan Orix gerealiseerd was. De Rabobank erkent dat deze bonus "niet in lijn" is met het beloningsbeleid dat bepaalt dat "materiële retentie- en exitpakketten ... en andere gegarandeerde bonussen niet zijn toegestaan".